# یو یانگ (بازیکن فوتبال)
یو یانگ (انگلیسی: Yu Yang؛ زادهٔ ۶ اوت ۱۹۸۹) بازیکن فوتبال اهل چین است.
از باشگاه‌هایی که در آن بازی کرده‌است می‌توان به باشگاه فوتبال گوانگ‌ژو آر و اف، باشگاه فوتبال بیجینگ گوان و باشگاه فوتبال دالیان ییفانگ اشاره کرد.
وی همچنین در تیم ملی فوتبال چین بازی کرده‌است.